# Rød ræv
Den røde ræv (Vulpes vulpes), ofte blot kaldt ræven, er et mellemstort rovdyr i hundefamilien og den mest udbredte art blandt rævene. Dens udseende kan forvekles med den lidt mindre, og meget mere sjældne polarræv. Ræven er udbredt i det meste af Europa, Nordafrika, Asien og Nordamerika. I Danmark er den kendt fra hele landet, hvor den er særlig almindelig i det åbne kulturlandskab, der veksler mellem skov og mark. I de senere år er den også indvandret til byerne. Ræven lever hovedsageligt af mus, men kan også tage høns og andre husdyr og er meget tilpasningsdygtig med hensyn til sin føde. Bortset fra parringstiden lever ræven alene. Ungerne fødes i rævens hule, rævegraven, udgravet fx i en bakkeskråning. Ræven er især tidligere blevet opdrættet og jaget for sin pels. I Danmark skydes der årligt omkring 40.000 ræve. Ræven kan være aktiv om dagen, men er oftest mest aktiv efter solnedgang.

## Udseende
Ræven har en kropslængde på cirka 70 centimeter, hvortil kommer den 40 centimeter lange hale. Hannen vejer omkring 8 kilo, mens hunnen vejer cirka 6,5 kilo. Der er dog fundet eksempler på hanræve på op til 11 kilo. Ræven er spinkelt bygget og virker i sommerpels slank og højbenet. Pelsens farve varierer meget. Oftest er ryggen rødbrun, mens siderne er lidt lysere, og struben og bugen gråhvide. Hovedet er trekantet, og omkring snuden findes nogle sort/hvide tegninger. Benenes forside er ofte meget mørke. Halen er busket og ender som regel i en mere eller mindre hvid spids.
| (gennemsnit) | Længde | Skulderhøjde | Vægt   |
| Han          | 110 cm | 40 cm        | 8 kg   |
| Hun          | 105 cm | 35 cm        | 6,5 kg |

### Farvevarianter
Den røde ræv findes i flere farvevarianter/kombinationer, for eksempel:
MoserævMørkfarvet ræv. Den midterste del af strube og bug er sort. Den er ikke særligt knyttet til moseområder.
BrandrævMørkfarvet ræv med sortagtig underside og uden hvid halespids (lygte) og uden lyse hårspidser på ryggen.
KorsrævRæv med mørk stribe fra nakke til hale og tværs over skulderen, så det danner et kors.

### Kranium
Kraniet minder i facon om et spinkelt schæferhundekranium. Der findes samme antal tænder som hos en hund, det vil sige tre fortænder, en hjørnetand og seks kindtænder i hver halvdel af overkæben. I hver halvdel af underkæben sidder tre fortænder, en hjørnetand og syv kindtænder. 
Som regel kan et rævekranium kendes på, at hjørnetænderne er meget lange og slanke. De øverste hjørnetænder når helt ned til underkanten af kæben, mens de nederste hjørnetænder når højere op end roden af overkæbens hjørnetænder.

## Udbredelse
Ræven er udbredt i stort set hele den tempererede del af den nordlige halvkugle, det vil sige både Europa, Nordafrika, Asien (undtagen de sydlige og nordlige dele) samt Nordamerika. Ræven i Nordamerika tilhører dog muligvis sin egen art, Vulpes fulva. Ræven er desuden indført til Australien, for at medvirke til bekæmpelsen af kaniner.
Ræven er udbredt og almindelig i hele Norden, og bestanden har været stigende, blandt andet som følge af ændringer i klimaet. Men også fordi de andre store rovdyr er gået tilbage, ligesom ændringer i landskabet har øget bestanden af mus. Rævebestanden nyder også gavn af menneskelig aktivitet med efterladt, spiseligt affald. I 1970'erne og 80'erne gik mange rævebestande tilbage på grund af skabmiden.
I Danmark er den røde ræv siden 1950'erne i stor stil indvandret til byerne, hvor den i høj grad finder sin føde i skraldespande og affaldscontainere. Den lever på kirkegårde og i andre grønne områder. Visse steder betragtes den efterhånden som et skadedyr.  Ræven er vurderet som næsten truet på den danske rødliste (2019).

## Føde
Ræven lever hovedsageligt af smågnavere som markmus, men kan også tage mindre dyr som biller samt fugleæg og ådsler. Ræven er meget tilpasningsdygtig i sit fødevalg og kan i byer også leve af madrester fra skraldespande. 
Når ræven tager harekillinger, fasaner, agerhøns og gråænder, kan den komme i konflikt med menneskets (jægernes) interesser. Desuden er ræven kendt for at tage fjerkræ i hønsehuse og på opdrætspladser eller smågrise i indhegninger med frilandsgrise. Dette er især tilfældet tidligt på sommeren, hvor der skal skaffes meget føde til at opfostre hvalpene.
Føden jages i et ret begrænset område. Ræven bevæger sig sjældent mere end et par kilometer væk fra sit faste opholdssted, der ofte er en skov.

## Ynglebiologi
Parringstiden er om vinteren, hvor ræven ofte kan høres gø om natten. Hunnen er i løbet af vinteren kun parringsvillig i nogle få dage. Parringen er langvarig og foregår på samme måde som hos hunden. Drægtighedstiden er cirka 50 dage. 
I Danmark fødes ungerne normalt i marts. Rævegraven er som regel udgravet i en bakkeskråning eller skrænt. Hunnen samler ikke ligesom grævlingen hø eller andet materiale som leje for ungerne. Normalt er kuldet på 4-8 hvalpe. I de første par uger er hvalpene blinde. Modermælken er den eneste føde i de første 2-3 uger. Herefter får de stadig mere fast føde, der også kan bringes til graven af hannen. Hannen bevæger sig dog tilsyneladende aldrig ned i graven.
Når hvalpene er en måned gamle, begynder de at bevæge sig uden for graven. Fra de er et par måneder gamle, lever de udelukkende af fast føde. I tiden, hvor hvalpene er 1-2 måneder gamle, leger de ofte foran graven. Efterhånden som de bliver ældre, bevæger de sig længere og længere væk. Hele sommeren forbliver de dog nær fødestedet. Først fra oktober begynder de at sprede sig mere. Især de unge hanner kan fra den tid og indtil de første vintermåneder strejfe langt omkring, i nogle tilfælde mere end 100 kilometer.
Vilde ræve lever i gennemsnit i to til fire år.

## Gravkomplekser
Rævegraven kan være kompleks med mange indgange. Rørene (gangene) kan være op mod 10 meter lange og nå ned i en dybde af fem meter under jorden. De kan være udgravet i flere niveauer. Mange rør er dog ofte ikke i brug. De kan være sammenstyrtede eller blokerede af andre rør. Nogle af rørene kan ende med en udvidelse. Undertiden deles gravkomplekset med grævlinge.

## Sygdomme
Ræven kan fungere som smittespreder af hundegalskab (rabies). I Danmark har rabies været konstateret blandt ræve i Sønderjylland, der er blevet smittet af ræve i Slesvig-Holsten. I perioden 1965-1985 blev ræven voldsomt bekæmpet i dette område, hvor rævegrave blev gasset og der blev udlovet skydepræmier på ræve. Rævebekæmpelsen skete for at hindre smitten i at nå den øvrige del af landet.
Ræven rammes desuden af skab. I de fleste egne af Danmark har rævene været ramt af skab inden for de seneste tre årtier (2007).

## Jagt
Ræven er almindeligt jaget, både direkte ved fx gravjagt med hunde, ligesom mange ræve fældes under jagt på andre dyr. Jagten regnes for at være bæredygtig. Jagttiden er 1. september til 31. januar. Desuden er regulering tilladt i februar måned i egne, hvor ræven volder skade på den øvrige fauna. Derudover reguleres ræven i og ved bygninger, i og ved indhegninger med fjerkræ, herunder fasaner, agerhøns og andefugle, samt i indhegninger med frilandsgrise, i indhegnede haver og på pelsdyrfarme.